# مشهد السبعة والسبعين
مشهد السبع وسبعين يقع ضمن جبانة أسوان التي تحتفظ بعدد كبير من القبور، والتي يمتد تاريخها من القرن الثاني للهجرة حتى نهاية العصر المملوكى ، وبهذه الجبانة توجد أول محاولة لإقامة القباب على الأضرحة في مصر في العصر الفاطمى .

## وصفه
يقول عنه الأسوانيون أنه ضريح، ولكنه في الواقع مسجد كما يتضح من تخطيطه، فهو يتكون من شكل رباعى تبلغ مساحته (12) مترا مربعاً، يقسمه صفان من البوائك إلى ثلاثة أروقة وتتكون كل بائكة من عمودين من الجرانيت. تعلوها عقود تقوم فوقها قباب ضحلة، وهكذا نرى أن المسجد قد غطى بتسع قباب. وللمسجد مدخلان في مواجهة حائط القبلة يؤديان إلى ردهة بعرض المسجد تتقدم الأروقة.
ويشبه مسجد (السبعة وسبعين وليا) مشهد طباطبا بالقاهرة، غير أن الدعائم ذات التخطيط المتعامد قد حل محلها أعمدة من الجرانيت في أسوان، مستدير من الخارج بخلاف طباطبا فهو مربع وبذلك يمكن إرجاع هذا الأثر إلى العصر الفاطمي.